# Lepidodactylus bisakol
Lepidodactylus bisakol — вид геконоподібних ящірок родини геконових (Gekkonidae). Ендемік Філіппін. Описаний у 2021 році.

## Поширення і екологія
Lepidodactylus bisakol відомі з типової місцевості, розташованої на схилах гори Майон, на півострові Бікол на південному сході острова Лусон, на висоті 365 м над рівнем моря. Вони живуть у вологих тропічних лісах.